# Norkiškės miškas
Norkiškės miškas este o arie protejată (sit de importanță comunitară — SCI) din Lituania întinsă pe o suprafață de 56 ha, integral pe uscat.

## Localizare
Centrul sitului Norkiškės miškas este situat la coordonatele 55°21′44″N 22°33′18″E / 55.3622°N 22.555°E.

## Înființare
Situl Norkiškės miškas a fost declarat sit de importanță comunitară în noiembrie 2006 pentru a proteja un număr necunoscut de specii din flora spontană și fauna sălbatică aflate în arealul zonei.

## Biodiversitate
Situată în ecoregiunea boreală, aria protejată conține 3 habitate naturale: Păduri caducifoliate bătrâne naturale hemiboreale fino-scandinave (Quercus, Tilia, Acer, Fraxinus sau Ulmus) bogate în specii epifite, Păduri fino-scandinave bogate în ierburi cu Picea abies, Păduri de stejar sau de stejar și carpen sub-atlantice și medio-europene de Carpinion betuli.
La baza desemnării sitului se află un număr nedeclarat de specii protejate.